# Oznanjenje (Uccello)
Oznanjenje je slika z zlatom in tempero na tabli Paola Uccella, narejena ok. 1425. Zdaj je v muzeju Ashmolovem muzej v Oxfordu v Angliji, ki mu jo je leta 1850 podaril William Thomas Herner Fox-Strangways.
Etiketa iz 18. stoletja na hrbtni strani povezuje sliko s Pesellom in ji daje kataloško številko 22. Van Male je leta 1929 pripisal mojstru Castello Rojstvo, tri leta kasneje pa jo je Bernard Berenson namesto tega pripisal Pietru di Giovanniju d'Ambrogiu iz Siene. Leta 1938 jo je Mario Salmi pripisal Dellu Delliju, leta 1975 pa je Parronchi trdil, da gre za zgodnje delo Alessa Baldovinettija. Georg Pudelko in John Pope-Hennessy sta prvič opazila Uccellov močan vpliv na delo leta 1935 oziroma 1939 v primerjavi z njegovim Svetim Jurijem (zdaj v Melbournu). Vendar pa je trajalo do leta 1980, da je Carlo Volpe dokončno dokazal, da gre za Uccellovo zgodnje delo v primerjavi z njegovo Beccuto Madonno, čeprav je leta 2002 Boskovits trdil, da je nastala nekoliko pozneje v Uccellovi karieri, verjetno sredi 1420-ih in njegovega bivanja v Benetkah.

## Opis in slog
Oznanjenje je naslikano v treh zaporednih planih od zgoraj navzdol in z naraščajočo velikostjo protagonistov. V zgornjem pasu Bog Oče, v profilu in zaprt v mandorlo, nalogo oznanjevanja zaupa nadangelu Gabrijelu, ki mu na glavo položi venec in podaja šopek lilij. Za njimi množica angelov, ki počivajo na tleh modrih oblakov, slavijo z igranjem na trobente, bobne in piščali.
V sredini nato najdemo Gabriela, ki lebdi na nebu, in končno prispe spodaj v ospredje, kjer v loži pred hišo pozdravi Marijo in prekine njeno branje. Modra draperija angelovega plašča je nagubana, kar nakazuje na nedavni pristanek in je značilnost poznogotskega oblikovanja, ki ga najdemo tudi na Marijinem plašču, podloženem s krznom s heraldičnimi oznakami. Med njima se spušča golob Svetega Duha. Za Marijo vidimo njeno spalnico, značilen element oznanjenj, ki namiguje na Marijino devištvo. Nišo obdaja rahlo zamaknjena zavesa, podprta z dvema prekrižanima palicama v kotu, pri kateri opazimo zanimanje za realno podajanje prostora in za skladno rešitev svetlobe in sence. Vendar predstavlja stavba tudi dobro vajo v perspektivi, čeprav je strop še precej rudimentaren (za razliko od tistega v sobi Rojstva Device v kapeli Marijinega vnebovzetja v Pratu ali majhne blagajne v podnožju Konjeniške stavbe). Spomenik v Giovanni Acuto v Firenški stolnici).
Na levi se vidi pokrajina, ki izginja v daljavo, za odkrušenimi skalami zaobljenih oblik, ki se pojavljajo tudi na tabli iz Melbourna.
Prizor pošiljanja nadangela je redek, apokrifna epizoda je prisotna v srednjeveškem pisanju Meditationes vitae Christi, ki je bil takrat zelo razširjen. V Toskani ga najdemo le na nekaterih slikah na območju Arezza, kot je plošča Andrea di Neria v Škofijskem muzeju in freske Spinella Aretina v San Francescu in San Domenico. Vendar pa je ideja o zboru glasbenih angelov nova in se prilagaja izvirnemu in raztresenemu duhu Paola Uccella.